# Патријарх српски Герман
Патријарх српски Герман (световно име Хранислав Ђорић; Јошаничка Бања, 7. август 1899 — Београд, 27. август 1991) је био 43. врховни поглавар Српске православне цркве у периоду 1958—1990. Његово пуно име и титула гласили су Његова светост архиепископ пећки, митрополит београдско-карловачки и патријарх српски господин Герман. Одлуком Сабора Српске православне цркве, једини је за живота пензионисани патријарх.
Током владавине патријарха Германа промењена је процедура избора патријарха и уведен је такозвани апостолски принцип, по коме епископи на сабору бирају тројицу кандидата, а затим се жребом (извлачењем) одлучује који ће од њих бити нови патријарх. Важи за једног од најзнаменитјих српских патријарха, који је деловао у историјском периоду тешком за цркву. Због наводне блискости са комунистичким режимом, критичари су га звали црвени патријарх.

## Биографија
Рођен је у Јошаничкој Бањи од оца Михаила, учитеља (који је касније рукоположен у чин ђакона и презвитера) и мајке Цвете. Основну школу је учио у Великој Дренови и Крушевцу, а деветоразредну богословију, у Београду и Сремским Карловцима 1921.
Након богословије, оженио се Десанком 1924. године, са којом је стекао два сина (Михаила и Властимира) и ћерку Јованку. Постао је удовац након смрти Десанке 1936. године током четвртог порођаја.
Извесно време је студирао права у Паризу, а потом је завршио Православни богословски факултет у Београду (1942. године). У чин ђакона рукоположио га је епископ жички Јефрем и поставио га за писара Духовног суда у Чачку. Предавао је веронауку у чачанској гимназији. Из здравствених разлога напустио је црквено-административну службу и пошто је рукоположен у чин презвитера, 1927, постављен је за пароха у Миоковцима. На овој парохији је остао до 1931. године, а тада је премештен у Врњачку Бању. После избора патријарха Гаврила 1938, постављен је за референта Светог архијерејског синода.
Иако постоје опречни подаци о политичким ставовима његовог старијег сина Михаила за време окупације у Другом светском рату, чињеница је да је Михаило, крајем 1944. године кренуо са Љотићевцима ка Словенији. Заробљен је маја 1945. и упућен у Загреб, а стрељан је средином јула. Млађи син Властимир, који је истом приликом заробљен, је избегао стрељање као малолетник. У послератним годинама није био у добрим односима са оцем до Германовог избора за патријарха. Властимир је касније постао протођакон, а преминуо је 6. маја 2001. године.
Након рата, Ђорић је изабран за викарног епископа моравичког. Као удовог свештеника, замонашио га је у манастиру Студеници епископ шумадијски Валеријан давши му име Герман. Чин архијерејске хиротоније извршио је, 15. јула 1951. године, патријарх српски Викентије уз учешће епископа шумадијског Валеријана, сремског Никанора и бањалучког Василија.
Новоизабрани епископ Герман је, у исто време, примио и дужност главног секретара Светог архијерејског синода, коју је вршио све до избора за епископа жичког 1956. У исто време, уређивао је Гласник, службени лист Српске православне цркве.
На заседању Светог архијерејског синода 1952. године изабран је за епископа будимског. После смрти епископа жичког Николаја, 1956, епископ Герман изабран је за епископа жичког.
На патријарашком трону наследио је патријарха Викентија, 13. септембра 1958. Устоличен је у Пећкој патријаршији 29. маја 1960.
Био је 32 године патријарх Српске православне цркве, од 1958. до 1990. године
Док је био на челу СПЦ иако у тешким околностима успео је много тога да спасе и сачува. За време његово манастир Жича, кога су Немци били готово потпуно разорили за време рата, обновљен је у потпуности. Успео је да издејствује обнову (враћање у облик какав је имала у 12. веку, када је подигнута) Студенице, Лазарице (крушевачке цркве из средњег века) и многих других. Сви важнији храмови СПЦ у тадашњој Југославији стављени су под заштиту републичких и покрајинских завода за заштиту споменика културе. У Београду је 80-их дозидана припрата на малој цркви Светог Саве на Врачару. Потпуно осликан Храм Светог арханђела Гаврила код Партизановог стадиона. Милић од Мачве је по његовом благослову осликао вождовачку Цркву Светог цара Константина и царице Јелене чије фреске представљају ремек-дело сликарства. У његово време је дошло до раскола Српске православне цркве у Америци, који је у међувремену изглађен, и до раскола у Македонији, који је такође превазиђен 2022. године.
Једна од његових највећих заслуга је тај што је успео да се избори да се настави изградња Храма Светог Саве у Београду — после вишедеценијске борбе градња је одобрена 1984. Забележено је да је 88 пута патријарх Герман подносио молбу и водио разговоре са разним инстанцама власти, док се није изборио за наставак градње, после 26 година своје службе. Изградња Храма је поново почела 12. маја 1985. и том приликом је одслужена архијерејска литургија и постављена повеља.
Веома се трудио на отварању богословије и у издавању црквених листова за верско просвећивање свога народа. Обновио је рад православне богословије у манастиру Крки.
Када је 1989. године сломио кук био је то почетак болести која је трајала до краја његовог живота. Његове дужности је преузео Митрополит загребачко-љубљански Јован, који је 30. јуна исте године именован за чувара трона српског патријарха. Патријарх Герман пензионисан је одлуком Сабора Српске правлославне цркве 30. новембра 1990. године, због дуготрајне тешке болести која је потврђена стручним налазом Конзилијума лекара Војномедицинске академије, да би након тога архијереји донели одлуку да бирају новог патријарха. Следећег дана 1. децембра, још за живота патријарха Германа, изабран је нови патријарх – доташњи епископ рашко-призренски Павле.
Преминуо је 27. августа 1991. и сахрањен је унутар Цркве Светог Марка у Београду. Тим догађајем постаје један од дуговечнијих српски патријарха у историји Српске православне цркве, који је 32 године обављао дужност врховног поглавара Српске православне цркве.
О животу патријарха Германа је доста писано, а најдетаљније Милан Д. Јанковић у књизи Патријарх српски Герман у животу и борби за Спомен-храм и Вељко Ђурић Мишина у књизи Герман Ђорић : Патријарх у обезбоженом времену, 1-2.
У Великој Дренови му је подигнут споменик 2022. године.

## Патријарх Герман и комунистичка власт
Како је патријарх Герман био на челу Српске православне цркве у време комунистичке власти, која није била наклоњена Цркви, многи његови поступци усклађивани су са тадашњом државном политиком. Тако су црквене новине Православље у поднаслову требале имати текст Новине Српске Цркве, али како је назив Црква тадашњим властима био мрзак, од тога се одустало и у првом броју је уз Православље писало: Верске новине архиепископије београдско-карловачке. Касније се усталило Новине српске патријаршије, како је остало и до данас. Један број листа Православље је био посвећен теми геноцида над Србима, Јеврејима и Ромима, што је требао бити први такав стручан текст који се икада појавио у комунистикој Југословаији. Један владика је предлагао да се материјал објави, макар се лист и забранио, јер би се и тако покренула дуго заташкавана тема. Патријарх Герман је забранио да се тај материјал објави.

## Одликовања и почасти
- Орден југословенске заставе са лентом, (СФР Југославија).
- Орден Ђорђа I, Велики крст (Краљевина Грчка).
- Орден легије части, Велики крст (Француска).
- Одликовање Црвеног крста, Југославија
- Орден кедра, Либан
- Орден православних крстоносаца Свесветог гроба Господњег, Јерусалимска патријаршија
- Крст о ланцу са ликом Светог апостола Андреја Првозваног, Васељенска патријаршија
- Споменица 15 векова од оснивања Јерусалимске патријаршије
- Орден Светих апостола Петра и Павла, архиепископија Атине и читаве Јеладе
- Орден Светог Дионисија Ареопагита, архиепископија Атине и читаве Јеладе
- Орден Светог равноапостолног кнеза Владимира, први степен, Руска православна црква
- Споменица ослобађања града Катерини
- Орден Свете равноапостолске браће Кирила и Методија, Православна црква Чешке и Словачке
- Споменица стогодишњице изградње Храма Светог Александра Невског у Софији
- Кантеберијски крст Англиганске цркве

## Галерија
- Патријарх Српски Герман 1962. године.
- Патријарх Герман, епископ шумадијски Сава Вуковић, Јосип Броз Тито и Јованка Броз.
- Патријарх Герман на централној прослави Осам векова манастира Студенице, 18. мај 1986.
- Гроб патријарха Германа у цркви Св. Марка